# 自由党 (オランダ)
自由党（じゆうとう、Partij voor de Vrijheid、略称：PVV）は、オランダの政党。極右、右派ポピュリズム政党とみなされている。党首は党創設者であるヘルト・ウィルダース。

## 概要
下院議員であったヘルト・ウィルダースが2006年に設立した。反イスラム、反移民、反EUの政策を掲げている。オランダの政治エリートの支配を批判する一方で、オランダの国民文化・統一・自治を強調するナショナリズムや、伝統的価値に基づく法と秩序の増進を求める主張を行っているとされる。
2023年11月に行われた総選挙で、下院第1党となった（2023年オランダ総選挙）。

## 沿革
自由民主国民党（VVD）所属の第二院（下院）議員であったヘルト・ウィルダースは、トルコの欧州連合加盟に関する意見の相違から、2004年9月3日に党を離脱し、ウィルダースグループ（オランダ語: Groep Wilders）と呼ばれる一人会派を結成した。その後、ウィルダースは2006年2月22日に自由党（PVV）を設立した。党名は、1946年から1948年まで存在していた自由党（オランダ語: Partij van de Vrijheid: PvdV）を彷彿とさせる名称とも言われる。
2006年の下院総選挙で9議席を獲得し、第5党となった。2007年の地方議会選挙には準備が間に合わず参加しなかった。
2009年の欧州議会選挙では、4議席を獲得して、第2党となった。なお、同年のリスボン条約の発行による議席数見直しにより、オランダの議席数が1議席増加し、その増加分はPVVに割り当てられたため、5議席となった。
2010年の下院総選挙では24議席を獲得した。公約に「イスラム諸国からの移民受け入れ停止」「コーランの発禁処分」「スカーフを被っている人物に課税」などの反イスラム的な政策を掲げて、ムスリム移民に警戒心を抱くオランダ有権者の支持を集めた。
選挙後の連立協議により、VVDとキリスト教民主アピール（CDA）の少数連立政権として第1次マルク・ルッテ内閣が発足したが、同内閣は与党の連立協定と別に、PVVと3党による「寛容協定（オランダ語: Gedoogakkoord）」を締結し、PVVは閣外協力として政権に協力した。
2011年9月には寛容協定でも言及していた、ブルカやニカブなどを禁止する法案を閣議決定させたが、この時点では成立には至らなかった。
2012年4月には政権から離脱した。同年9月の総選挙では議席数を減らし、15議席となった。
2014年3月にはウィルダースによる「モロッコ人は多い方がよいか、少ない方がよいか」と問いかけた発言が人種差別に当たるとして批判され、所属議員2名が離党した。また、ほとんどの政党が、今後、同党と協力しないとの声明を出した。
2015年には欧州議会の会派として「国家と自由の欧州」を結成し、2019年に「アイデンティティと民主主義」に合流した。
2017年3月の下院総選挙では20議席に伸ばし、第2党となった。2021年下院総選挙では17議席を獲得した。
2019年の欧州議会議員選挙では、議席を獲得できなかったが、英国のEU離脱に伴う議席数見直しにより1議席を獲得した。しかし、欧州議会議員となったマルセル・デ・グラフは、2022に党のCOVID-19ワクチンに対する姿勢の違いから、PVVを離党し民主主義フォーラム（FVD）に移籍した。

### 2023年総選挙で第1党となる
2023年の下院総選挙で37議席を獲得し第1党となった。2024年7月2日に自由党や自由民主国民党など保守系4党による連立政権が発足し、極右として初の政権入りを果たした。
2025年6月、自党の政策が受け入れられなかったとして政権を離脱した。

## 選挙結果

### 第二院（下院）
| 選挙年 | 得票数    | %     | 獲得議席数 | +/-      | 備考                    |
| ------ | --------- | ----- | ---------- | -------- | ----------------------- |
| 2006   | 579,490   | 5.89  | 9 / 150    | 増減なし | 野党                    |
| 2010   | 1,454,493 | 15.45 | 24 / 150   | 15       | 閣外協力（2010-2012年） |
| 2010   | 1,454,493 | 15.45 | 24 / 150   | 15       | 野党（2012年）          |
| 2012   | 950,263   | 10.08 | 15 / 150   | 9        | 野党                    |
| 2017   | 1,372,941 | 13.06 | 20 / 150   | 5        | 野党                    |
| 2021   | 1,124,482 | 10.79 | 17 / 150   | 3        | 野党                    |

### 第一院（上院）
| 選挙年 | 得票数 | %     | 獲得議席数 | +/–      |
| ------ | ------ | ----- | ---------- | -------- |
| 2011   | 21,709 | 12.74 | 10 / 75    | 増減なし |
| 2015   | 20,235 | 11.58 | 9 / 75     | 1        |
| 2019   | 11,298 | 6.46  | 5 / 75     | 4        |

### 欧州議会
| 選挙年 | 得票数  | %     | 獲得議席数 | +/-      | 備考                              |
| ------ | ------- | ----- | ---------- | -------- | --------------------------------- |
| 2009   | 772,746 | 16.97 | 4 / 25     | 増減なし |                                   |
| 2009   | 772,746 | 16.97 | 5 / 26     | 1        | ※リスボン条約による議席数見直し後 |
| 2014   | 633,114 | 13.32 | 4 / 26     | 1        |                                   |
| 2019   | 185,224 | 3.37  | 0 / 25     | 4        |                                   |
| 2019   | 185,224 | 3.37  | 1 / 29     | 1        | ※英国のEU離脱に伴う議席数見直し後 |

- 2022年にマルセル・デ・グラフ議員が民主主義フォーラム（FVD）に移籍し、0議席となった（欧州議会の会派は「アイデンティティと民主主義」に留まる）。

## 政策
- ヨーロッパ諸国以外からの移民受け入れに反対
- EUからの離脱
- 通貨ユーロからの脱退、ギルダーの再導入。
- トルコのNATOからの追放
- 反イスラーム主義
- 二重国籍に反対
- 全オランダ国民の民族出自の登録
- 犯罪者の民族出自の記録義務
- アフリカーナーへの支援
- 同性愛（LGBT）への支援・保護
- 男女平等の促進
- 親イスラエル外交、反ユダヤ主義の取り締まり強化
- パレスチナおよびパレスチナ人への支援の停止
- 原発推進

## 支持層
白人労働者階級が多く住む地域に支持者を抱えており、女性よりも男性が、年齢では18～25歳が、教育・所得水準では中以下の者がそれぞれ多い、と分析されている。2006年時点ではピム・フォルタイン党（LPF）の支持者や、前回選挙で投票に参加していなかった層の支持を受けた。

## 党組織
独特の「1人政党」の組織と評される構造を持つ。公式には党員はウィルダース1人のみであり、自由党会派の議員やスタッフも党員ではないとされる。党のシンクタンクや青年組織、地方組織等はなく、ウィルダースが党の意思決定を全面的に握っている。
ウィルダースは討論会やインタビューにも応じない姿勢を示しており、主にTwitter等のSNSの投稿によって情報発信によって党の主張を伝えている。

### 国際組織
国際自由同盟や自由のための欧州同盟を結成している。欧州議会の会派は「アイデンティティと民主主義」に所属していた。